# Gönc
Gönc é uma cidade da Hungria, situada no condado de Borsod-Abaúj-Zemplén. Tem 37,27 km² de área e sua população em 2019 foi estimada em 1.968 habitantes.